# Alplistock
Alplistock är ett berg i kommunen Guttannen i kantonen Bern i Schweiz. Det är beläget i Bernalperna, cirka 75 kilometer sydost om huvudstaden Bern. Berget ligger öster om Grosser Diamantstock. Toppen på Alplistock är 2 894 meter över havet.